# Hasan Piker
Hasan Doğan Piker, mer känd som HasanAbi, född 25 juli 1991 i New Brunswick i New Jersey, är en turkisk-amerikansk Twitchstreamare och politisk kommentator. Han har tidigare arbetat som sändningsjournalist och producent på The Young Turks och som kolumnist på The Huffington Post.